# Роман о Фовеле

Рукопись «Романа о Фовеле» F-Pn Fr.146, f.8 (фрагмент). В нижнем ярусе миниатюры — Фовель наставляет клириков; под ней — контратенор 3-голосного мотета «Desolata mater ecclesia» (№13 по Шраде)

Роман о Фове́ле (фр. Roman de Fauvel) — поэма сатирического содержания с обширными музыкальными вставками, на старофранцузском и латинском языках. Поэзия приписывается нотариусу королевского двора в Париже Жервезу дю Бю (Gervès du Bus). Авторы музыкальных сочинений преимущественно анонимны. Сочинение известно в двух редакциях: краткая датирована 1314 г., расширенная 1318 г. В истории музыки «Роман о Фовеле» занимает пограничное положение — частично его репертуар относят к периоду Арс антиква, частично — к Арс нова.

## Краткая характеристика
Роман о Фовеле сохранился в двух версиях — краткой и расширенной. Краткая версия (1314), содержащая только поэму из 3280 строк, сохранилась в 14 рукописях. Расширенная версия (1317 или 1318), которая наряду с поэмой содержит различные вставки — фрагменты прозы, художественные миниатюры и музыкальные сочинения, сохранилась только в рукописи F-Pn fr.146.  
Fauvel — имя собственное осла или коня, родственное фр. fauve дикий, хищный. Неологизм образован по типу акронима от сочетания шести грехов:
- Flaterie (лесть)
- Avarice (скупость)
- U/Vilanie (подлость)
- Variété (ветреность)
- Envie (зависть)
- Lâcheté (трусость)

## Музыка в Романе о Фовеле
Роман содержит 169 анонимных одноголосных и многоголосных музыкальных пьес, из которых 56 на латинском и 113 на французском языках — преимущественно в паралитургических и светских формах/жанрах, в том числе лэ, рондо, виреле, баллады, кондукты и мотеты. 
Особую историческую ценность представляют многоголосные пьесы (всего 34); некоторые из них Генрих Бесселер идентифицировал как мотеты Филиппа де Витри:
1. Favellandi vicium / [Tenor]
2. Mundus a mundicia / [Tenor]
3. Quare fremuerunt / [Tenor]
4. Presidentes in thronis / Super cathedram / Ruina
5. Jure quod in opere / Scariotis geniture / Superne matris gaudia
6. In mari miserie / [Manere]
7. Ad solitum vomitum / [Regnat]
8. Plange, nostra regio / Nulla pestis est gravior / Vergente
9. Qui secuntur / Detractor est nequissima vulpis / Verbum iniquum et dolosum
10. In principibus perpera / Ex corruptis arboribus / Neuma de alleluya
11. Ve, qui gregi deficiunt / Quasi non ministerium / Trahunt in precipicia / Displicebat
12. Vos pastores adulteri / Orbis orbatus / Fur non venit (Филипп де Витри)
13. Que nutritos filios / Desolata mater ecclesia / Filios enutrivi et exaltavi
14. Fauvel nous a fait present / Ja voi douleur avenir / Fauvel: autant m'est si poise
15. Rex beatus, Confessor Domini / Se cuers ioians / Ave
16. O Philippe, prelustris Francorum / Servant regem misericordia / Rex regum
17. O Nacio nephandi / Condicio nature / [M]ane prima sabbati
18. Alieni boni invidia / Facilius / Imperfecte canite
19. Veritas arpie / Johanne
20. Ade costa dormientis / [Tenor]
21. J'ai fait nouveletement / La mesnie fauveline / Grant despit ai ie
22. Inter amenitatis tripudia / Revertenti
23. Sicut de ligno parvulus / Inflammatus invidia / [Tenor]
24. Se me desirs / Bonne est amours' / [A]
25. Heu, Fortuna subdula / Aman novi probatur exitu / Heu me, tristis est anima mea (Филипп де Витри)
26. Quomodo cantabimus / Thalamus puerpere / [Tenor]
27. Quoniam secta latronum / Tribum, que non abhorruit / Merito hec partimur (Филипп де Витри)
28. Maria, virgo virginum / Celi domina / Porchier mieuz estre ameroie
29. Omnipotens domine / Flagellaverunt Galliam
30. Adesto, sancta trinitas / Firmissime fidem teneamus / Alleluya. Benedictus (Филипп де Витри)
31. Scrutator alme cordium / [Tenor]
32. Ihesu, tu dator venie / Zelus familie / [Tenor]
33. In nova fert / Garrit Gallus / N[euma] (Филипп де Витри)
34. Bon vin doit / Quant ie le voi / Cis chans veult boire

## Издания
- Roman de Fauvel, ed. Leo Schrade // Polyphonic Music of the Fourteenth Century Vol. I. Monaco: Éditions de L'Oiseau-Lyre, 1956 (издание всех многоголосных сочинений Романа в современной нотной транскрипции)
- The monophonic songs in the Roman de Fauvel, ed. by S. Rosenberg and H. Tischler. Lincoln (Nebraska): University of Nebraska Press, 1991 (издание всех одноголосных сочинений в современной нотной транскрипции)
- Bibliothèque Nationale de France, fr.146 (электронное факсимиле рукописи, содержащей расширенную версию Романа о Фовеле)